# Джилли, Адольфо
Адольфо Атилио Мальваньи Джилли (Хилли, Хильи, Гильи, исп. Adolfo Atilio Malvagni Gilly; 25 августа 1928, Буэнос-Айрес, Аргентина — 4 июля 2023, Мехико), известный как Адольфо Джилли — аргентинско-мексиканский историк, политолог, редактор, писатель

, профессор факультета политических и социальных наук Национального автономного университета Мексики (UNAM) и социалистический активист.
Он был заметным деятелем международного троцкистского движения и мекисканской Революционной партии трудящихся, хотя позже стал членом Партии демократической революции, будучи советником её основателя Куаутемока Карденаса Солорсано во время предвыборных кампаний и пребывания на посту главы правительства Мехико (1997—2000). Он поддержал сапатистское восстание и был связан с Субкоманданте Маркосом, с которым работал в нескольких советах.
Он сотрудничал с Narco News и мексиканской газетой La Jornada по таким темам, как глобализация и движение сапатистов в Чьяпасе, а также написал множество книг по истории и политике Мексики и Латинской Америки.

## Биография

### Социалистическая молодёжь Аргентины
Во время проживания в родном Буэнос-Айресе получил степень бакалавра в области социальных наук и права, а затем адвокатскую лицензию в 1948 году, но так и не работал по специальности.
Ему было всего 15 лет, когда он присоединился к Комитету де Голля в Буэнос-Айресе, а год спустя, в августе 1944 года, он посетил свою первую политическую демонстрацию на улицах аргентинской столицы, чтобы отпраздновать освобождение Парижа. Во время учёбы в старших классах вступил в ASES (Социалистическая группа учащихся средних школ) — одну из молодёжных организаций, которая позиционировала себя на левом крыле Социалистической партии, — и публиковал свои первые статьи в её газете «Rebeldía».
Прочтя книгу Льва Троцкого «Преданная революция», примкнул к троцкистскому движению и Группе Четвёртого Интернационала во главе с Посадасом, переименованной затем в Революционную рабочую партию. Был известен под партийным псевдонимом «Эктор Лусеро» или «Эстебан Молина», а газетные статьи подписывал Адольфо Джилли, принимая фамилию матери и опуская фамилию отца (Мальваньи). Следуя политике «пролетаризации» партии, работал с 1949 по 1955 год в типографии и вступил в отраслевой профсоюз, затем работать корректором и переводчиком в издательстве «Арайю», где перевёл с французского на испанский два тома книги анархо-троцкиста Даниэля Герена.

### В леых движениях Латинской Америки
С середины 1950-х годов путешествовал по различным странам Латинской Америки (Бразилия, Боливия, Чили, Перу, Уругвай, Колумбия, Куба, Мексика, Гватемала) с партизанскими миссиями. Писал для латиноамериканских изданий и североамериканского «Monthly Review». С 1956 по 1960 год он жил в Боливии, преимущественно в Ла-Пасе и шахтёрском городе Оруро, будучи членом Революционной рабочей партии под руководством Уго Гонсалеса Москосо и Фернандо Браво.
В 1960—1962 годах пребывал в Европе, сначала в Амстердаме, а затем в Риме, где некоторое время принимал активное участие в итальянской троцкистской Революционной коммунистической группы во главе с Ливио Майтаном, а также представлял Латиноамериканское бюро в Международном секретариате Четвёртого Интернационала вместе с Посадасом и уругвайцем Альберто Сендиком (братом будущего лидера «Тупамарос» Рауля Сендика). В 1961 году был делегатом на Первой конференции Движения неприсоединения в Белграде, где взял интервью у Амилкара Кабрала.
В 1962 году движение, возглавляемое Посадасом, до того времени явным последователем Мишеля Пабло, порвало с Четвёртым Интернационалом и создало параллельную организацию — будущий Четвёртый интернационал (посадистский), — и Джилли последовал за ним. Чтобы поддержать кубинских посадистов, последний в том же году прибыл в Гавану по журналистской визе, которую ему оформил аргентинский экспат на Кубе Эсекиэль Мартинес Эстрада. На Кубе он провёл почти полтора года, публиковался в местной прессе, встречался с Че Геварой (которого троцкисты считали представителем левого крыла кубинского революционного процесса) и сдружился с Луисом де ла Пуэнте Уседой, однако в итоге был обвинён в «провокации» и депортирован без гроша в кармане в Рим в конце 1963 года (он смог вновь посетить Кубу уже как желанный гость в 1980, 1992, 2000 и 2002 годах).
В 1964 году участвовал в избирательной кампании в Чили, сопровождая лидера социалистов Сальвадора Альенде во время его предвыборной поездки по фабрикам и рабочим районам Сантьяго. В конце того же года он отправился в Мексику, где сотрудничал с гватемальским Революционным движением 13 ноября (МР-13), один из лидеров которого Марко Антонио Йон Соса был связан с посадистским интернационалом. Джилли пересёк границу, чтобы добраться до северо-западных гор Гватемалы, принять участие в конференции движения и помочь составить его программную «Декларацию Сьерра-де-лас-Минас».
В 1965 году, проезжая через Боготу, делился гватемальским партизанским опытом с Камило Торресом. В начале 1966 года посетил Бразилию, Уругвай (где воссоединился со своими друзьями Эдуардо Галеано и Карлосом Кихано) и Аргентину (в следующий раз смог вернуться на родину только в 1983 году, 17 лет спустя). Когда Че Гевара исчез из поля зрения общественности, а Фидель Кастро зачитал его прощальное письмо на I съезде Коммунистической партии Кубы в 1965 году, Джилли распространил слухи о расколе между двумя революционерами в своей статье «Отставка Че». За это Фидель Кастро публично обрушился на троцкистов, включая «Адольфо Гиля», выступая на конференции трёх континентов в Гаване в начале 1966 года.

### Политзаключённый в Мексике
В марте 1966 года Джилли прибыл в Мехико, чтобы снова попытаться проникнуть в Гватемалу и там присоединиться к революционному партизанскому отряду, но был арестован, предан суду, приговорён к шести годам и трем месяцам тюремного заключения и брошен в тюрьму вместе с семью местными активистами, обвинёнными в «преступном сговоре» без каких-либо доказательств, кроме публикаций идей их движения. Это стало началом всеобщего репрессий против мексиканских радикальных левых, кульминацией которого стала резня в Тлателолько в 1968 году. Многие считали это возмездием за участие Джилли в студенческом движении UNAM. После ареста его перевели в тюрьму Лекумберри, которая с 1976 года была штаб-квартирой Национального архива.
Из-за нарушений конституции против Джилли он был признан политическим заключенным. Он обжаловал свой арест, и его дело было передано в Верховный суд, но процедура затянулась на шесть лет. Первые пять лет в Лекумберри, между 1966 и 1971 годами, он посвятил себя подготовке исторического исследования Мексиканской революции и написал изначальную версию своей книги «Прерванная революция. Мексика, 1910—1920. Крестьянская война за землю и власть». Он был окончательно оправдан Верховным судом страны, во многом благодаря давлению его товарищей — семьи, друзей, профессоров, студентов, аналитиков, политических активистов и т. д. — и освобождён 4 марта 1972 года, всего за полтора месяца до истечения срока.
Его немедленно выслали в Париж, а оттуда он выбрался в Рим, где столкнулся со своим бывшим вождём Посадасом, к тому времени превратившим своё течение в эксцентричную секту. Отойдя от посадизма, Джилли сблизился с присоединились к «паблоистскому» Международному комитету Четвёртого интернационала. Джилли также встретился с Карлосом Фуэнтесом, тогдашним послом Мексики во Франции, предложившим свою помощь в организации его возвращения в Мексику, которую аргентинец в итоге избрал Мексику своей родиной. Он прожил здесь до своей смерти в 2023 году, проведя всего два года в Италии в 1978 и 1979 годах, а также некоторое время в США, где занимался научной работой.

### Возвращение в Мексику. Учёный и политик
В Мексике он с тех пор занимался обширной политической, журналистской, преподавательской и исторической деятельностью, получив мексиканское гражданство в 1982 году. Он принимал активное участие в деятельности различных мексиканских троцкистских организаций, в частности, в Революционной партии трудящихся (секции Воссоединённого Четвёртого Интернационала) и Движении к социализму (MAS), которое на президентских выборах 1988 года поддержало кандидатуру Куаутемока Карденаса (Джилли стал его советником и сопровождал в предвыборных кампаниях и 1988, и 1994 годов) и участвовало в формировании Партии демократической революции.
В 1994 году он получил докторскую степень по латиноамериканским исследованиям в Университете Монреаля (UNAM) под руководством доктора Октавио Родригеса Араухо, защитив диссертацию на тему «Карденизм: мексиканская утопия», посвященную эпохе, идеям и деятельности Ласаро Карденаса и его единомышленника Франсиско Мухики в период реформ 1930-х годов в Мексике. Она была подготовлена на стипендию Гуггенхайма, завершена в 1993 году и опубликована в следующем году. С 1979 года он занимал должность штатного профессора на факультете политических и социальных наук в UNAM, где также преподавал в Школе аспирантуры. Кроме того, он был приглашённым профессором в нескольких американских университетах: Калифорнийском (Беркли), Стэнфордском, Чикагском, Мэрилендском, Колумбийском и Йельском.
В январе 1994 года Сапатистская армия национального освобождения (САНО) и коренные общины в Чьяпасе восстали, привлекая солидарность со стороны всех мексиканских и международных левых. Джилли также отправился в Чьяпас, где познакомился с субкоманданте Маркосом. Переписка, возникшая в результате этой встречи, и дискуссия, начатая работой историка Карло Гинзбурга, привели к созданию совместной книги «Дискуссия об истории» (1995). В 1997 году он опубликовал сочинение «Чьяпас, пылающий разум. Эссе о восстании зачарованного мира» об исторических и непосредственных причинах восстания сапатистов, рассматриваемых сквозь призму концепции Э. П. Томпсона о «моральной экономики масс».
С декабря 1997 года по июнь 2000 года Джилли занимал должность главного советника мэра Мехико Куаутемока Карденаса, работал в кабинете министров его городской администрации, возглавлял Главное управление полиции, был секретарём по оценке и диагностике проблем города. Эта занятость не помешала ему с апреля 1999 года по март 2000 года написать несколько статей в газете «La Jornada», защищая университетскую забастовку. После разочаровывающего опыта работы в государственном управлении сосредоточился на писательском и историческом труде, уделяя особое внимание исследованию, посвящённому Фелипе Анхелесу.

## Творчество
Адольфо Джилли написал множество статей и книг по широкому кругу тем, связанных с политикой и экономикой Мексики и Латинской Америки. Работы Адольфо Джилли как учёного отражают его политические взгляды, которые классифицируются как марксистские. Среди его наиболее известных трудов — «Прерванная революция» (La revolución interrumpida, El Caballito, Мехико, 1971). В этом сочинении он подчёркивает решающее значение народных армий Эмилиано Сапаты и Панчо Вильи, представляя сапатистское правительство в штате Морелос (1911—1919) как коммуну или социальную крестьянскую республику. С тех пор эта работа приобрела огромный резонанс: в январе 1972 года Октавио Пас прокомментировал её в длинном «Письме Адольфо Джилли», и к 2023 году она переиздалась в пятидесятый раз.
Правление генерала Ласаро Карденаса (1934—1940) он рассматривает как второй этап революции, прерванной после 1920 года, и углубляет этот фокус в упомянутой книге «Карденизм: мексиканская утопия» (El cardenismo: una utopía mexicana, первоначальное издание Cal y Arena, 1994; позднее Ediciones Era, 2001). Тематику Мексиканской революции поднимают также небольшая книга «Каждый умрёт на своей стороне» (2013), посвящённую «трагическому десятилетию» 1913 года, и биография «Фелипе Анхелес, стратег» (2019) — военного героя.
В книге «История против зерна: созвездие» (2014) он собрал историографические эссе о шести авторах (Вальтер Беньямин, Карл Поланьи, Антонио Грамши, Э. П. Томпсон, Ранаджит Гуха и Гильермо Бонфил Баталья), которых рассматривает через общую историческую призму. Он также участвовал в написании книги «История для чего?» (Historia para qué?) и написал пролог к книге Рины Ру Рамирес «Мексиканский государь» (El príncipe mexicano).
В области публицистики он опубликовал книги «Священники и бюрократы» (1980) о лидерах стран так называемого «реального социализма»; «Мятежная рука труда» (1982) об инновационных цифровых технологиях и текущих преобразованиях в сфере труда; «Наше падение в современность» (1988) о неолиберальных реформах и наступлении на трудящихся в Мексике; «Век молнии. Семь эссе о XX веке» (2002). В 1983—1986 годах он собрал большую часть своих политических эссе о Латинской Америке, написанных в период с 1956 по 1984 год, в двух томах под названием «Por todos los caminos». Некоторые из его работ переведены на английский, японский, португальский и французский языки.